# Real Sociedad Gimnástica Española
La Real Sociedad Gimnástica Española, conocida como Gimnástica de Madrid, fue una entidad polideportiva con sede en Madrid, España. Fue fundada oficialmente como un club amateur el 2 de marzo de 1887 por el madrileño Narciso Masferrer bajo el nombre de Gimnástica Española,
Fue desde sus inicios una entidad dedicada íntegramente al desarrollo del deporte, como manifestaron años después al ser la principal entidad en fundar la Federación Gimnástica Española, que quedó constituida el 26 de septiembre de 1899, así como ser uno de los miembros que también ayudaron en la formación de la Federación Española de Fútbol en 1909.
Inició en 1907 sus actividades futbolísticas con la apertura de la nueva sección —convirtiéndose desde entonces en la principal actividad de la entidad—.

## Historia
La Sociedad Gimnástica Española se fundó el 2 de marzo de 1887 en Madrid, dedicándose principalmente a la gimnasia y al ciclismo, aunque llegó a tener varias secciones más, como la sección de remo o la sección de fútbol, una de sus más reconocidas. Legalizada un par de años después, estaba considerada como la mejor instalación multideportiva de Madrid.

## Equipo de fútbol
En 1906 nacen el Iris F.C. y el Club Sportivo Internacional, uniéndose en 1907 a la Sociedad Gimnástica Española, que ya jugaba partidos de fútbol anteriormente y que establece definitivamente su sección de fútbol basándose en jugadores procedentes del Moncloa F.C., Hispania F.C. y del renacido Iberia F.C.. En 1909 la Gimnástica Española es uno de los fundadores de la Federación Española de Fútbol.
En el año 1912 jugó la final de Copa del Rey contra el FC Barcelona, que perdió 2-0 tras clasificarse al ganar el Campeonato Regional (1911) contra equipos como el Madrid FC o el Athletic de Madrid.
En 1915 el Rey Alfonso XIII le concedió el título "Real" y pusieron la corona y el nombre al escudo.
Entre sus filas contó con futbolistas internacionales como Severino Goiburu.
En 1928 suprime la sección de Fútbol al no poder competir con el fútbol profesional que existía desde 1926, aunque más tarde la recuperaría, suprimiéndola definitivamente en los años 60.
En junio de 1932, a iniciativa de la Sociedad Gimnástica Española, se constituyó la actual Federación Española de Gimnasia, la cual había desaparecido a los pocos años de su fundación anterior.
- Escudo 3
- Escudo 4

## Uniforme
- Uniforme Titular: Camiseta blanquinegra, Pantalón blanco, Medias blanquinegras.

## Estadio
El primer campo de fútbol que tuvo fue el de Torrijos (renombrado como campo de Castilla en 1932), que estaba en la manzana formada por las calles: Diego de León, Conde de Peñalver, Maldonado y General Díaz Porlier, en donde actualmente está el Hospital Universitario de la Princesa. El campo fue inaugurado el 4 de junio de 1922 en un partido amistoso jugado contra el Real Madrid. El resultado fue de 1-2 a favor del conjunto visitante.
En 1927, empezó a disputar partidos en el Campo de la Princesa que estaba en la manzana delimitada por las calles Meléndez Valdés, Gaztambide, Rodríguez San Pedro e Hilarión Eslava.
El equipo también disputó algunos encuentros como local en el Stadium Metropolitano en la primera temporada tras su construcción (1923-24).

## Sección de baloncesto
La sociedad contó con una sección de baloncesto. Entre sus logros destacó un subcampeonato del Campeonato Regional Centro en la temporada 1939-40.

## Palmarés
Sección de Fútbol:
Campeonato Regional Centro: 4
- 1910
- 1911
- 1912 (no oficial)
- 1914

Sección de Rugby:
Copa del Rey de Rugby: 1
- 1935

## Presidencia
- Narciso Masferrer
- Sr. Ordax
- Eduardo Vincenti
- Sr. San Martín
- Sr. Reyes
- Sr. Fatigati
- Sr. Amós
- Conde de Romanones (1903-?)
- Rafael Rodríguez Méndez

## Premios, reconocimientos y distinciones
- Copa Stadium (1950)